# Балансёрная хромосома
Балансёрная хромосома — элемент генетического инструментария, специально модифицированная хромосома, используемая для поддержания некоторого гена в искусственной популяции в гетерозиготном состоянии и быстрого поиска подобных особей. Также используется для компенсации повреждённого гена (когда данная мутация летальна в гомозиготе) и предотвращения рекомбинации (кроссинговера) между гомологичными хромосомами в мейозе. Наиболее часто используется в генетике Drosophila melanogaster, что позволяет поддерживать в популяции мутацию в состоянии гетерозиготы без постоянного контроля её наличия; также может использоваться для мышей. Балансерная хромосома имеет три важных свойства: она подавляет рекомбинацию с гомологичной хромосомой, несёт в себе доминантные маркеры, негативно влияет на репродуктивную функцию в состоянии гомозиготы.

## История балансёрных хромосом
Балансёрные хромосомы были впервые использованы Германом Мёллером.

## Механизм работы
Балансёрные хромосомы образованы за счёт множественных вложенных инверсий, что ведёт к предотвращению кроссинговера двумя путями. Такая конструкция называется супрессором кроссинговера. Во-первых, синапсис не образуется вблизи точки, где произошла инверсия. Во втором случае, когда кроссинговер происходит внутри инвертированного фрагмента, возможны два варианта. В случае перицентрической инверсии (центромера находится внутри инвертированного фрагмента), если кроссинговер между балансёрной хромосомой и её нормальным гомологом всё же происходит, то каждая из хроматид оказывается лишённой одних генов, при том, что другие наличествуют в двух копиях, то есть происходит одновременная делеция и дупликация. В случае парацентрической инверсии (инвертированный фрагмент лежит по одну сторону от центромеры), рекомбинация в инвертированных участках балансёрной хромосомой и её нормальным гомологом ведёт к удвоению центромеры (дицентрическая хромосома) или её отсутствию (ацентрический фрагмента). Во всех случаях образовавшиеся гаметы с рекомбинантными хромосомами оказываются генетически несбалансированными, и вероятность появления жизнеспособного потомства из таких гамет является низкой.
Для распознавания организма, несущего балансёрную хромосому, используются доминантные маркеры, такие как, например, ген GFP.
Балансёрные хромосомы всегда содержат летальный рецессивный аллель, таким образом организм, получивший две копии балансёрной хромосомы (одну от отца, другую от матери), не жизнеспособен.

## Принципы именования
Балансёрные хромосомы именуются в соответствии с той хромосомой, которую стабилизируют, и тем генетическим маркером, который несут. Буква в первой позиции соответствует номеру стабилизируемой хромосомы: F (first) — первая хромосома, S (second) — вторая, T (third) — третья.
Четвёртая хромосома не подвержена рекомбинации, поэтому не нуждается в балансёрной хромосоме. На второй позиции в имени следует буква M, обозначающая множественные инверсии. Далее следует номер, выделяющий данную хромосому из аналогичных.
Дополнительно через запятую указываются маркёры. К примеру, запись "TM3, Sb" означает, что этот баласёр стабилизирует третью хромосому и несёт мутацию в гене Sb (Stubble) в качестве маркера. Все мухи с этим балансёром имеют укороченные щетинки на спине, что хорошо видно под бинокуляром. Номер 3 нужен, чтобы отличить этот балансёр от аналогичных, например, TM1 или TM2.